# Rhabdosciadium oligocarpum
Rhabdosciadium oligocarpum är en flockblommig växtart som först beskrevs av George Edward Post och Pierre Edmond Boissier, och fick sitt nu gällande namn av Ian Charleson Hedge och Lamond. Rhabdosciadium oligocarpum ingår i släktet Rhabdosciadium och familjen flockblommiga växter. Inga underarter finns listade i Catalogue of Life.